# Біоро
Артур Еварісто дос Сантос або просто Біоро (порт.-браз. Arthur Evaristo dos Santos / Bioró / пол. Arthur Evaristo dos Santos / Bioró; нар. 23 грудня 1915, Ріо-де-Жанейро, Бразилія) — бразильський футболіст польського походження, виступав на позиції опорного півзахисника.

## Клубна кар'єра
За даними сайті Zerozero.pt футбольну кар'єру розпочав 1935 року в «Оларії», а 1937 року перебрався в «Португезу» (Ріо-де-Жанейро). З 1938 року виступав за «Флуміненсе». За даними ж сайту footballdatabase.eu виступав за «Флуміненсе» ще з 1936 року. У складі вище вказаного клубу 5 разів виграв Лігу Каріоку — 1936, 1937, 1938, 1940 та 1941 року.

## Кар'єра в збірній
У футболці національної збірної Бразилії дебютував 15 січня 1939 року в програному (1:5) матчі кубку Хуліо Роки 1939/40 проти Аргентини. Цей матч так і залишився єдиним у футболці національної команди.